# DEKO-6 Whisper

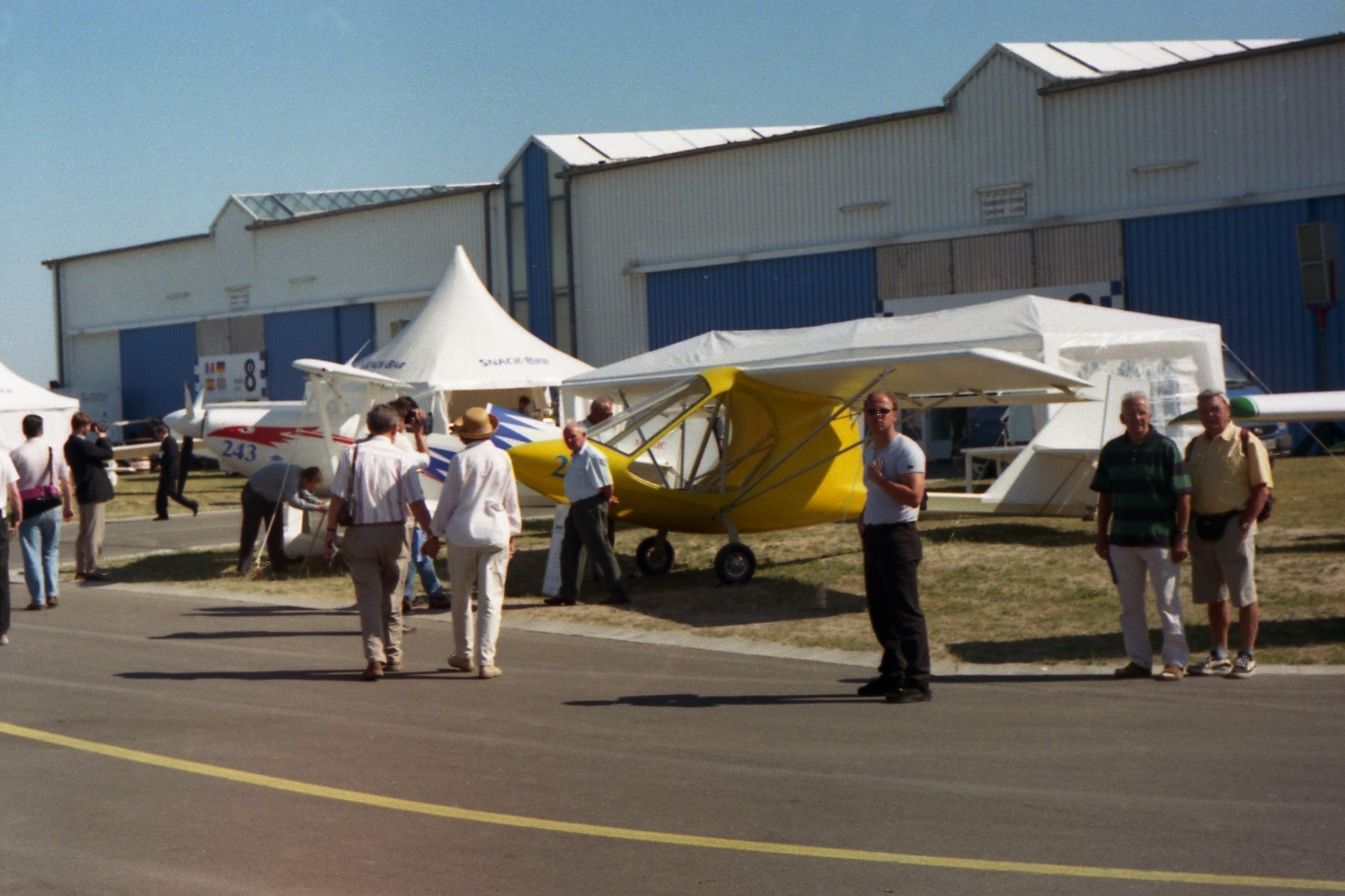
Na wystawie ILA Berlin 2000

DEKO-6 Whisper – samolot rekreacyjno-patrolowy 

## Konstrukcja samolotu
Samolot jest dwuosobowym górnopłatem, z miejscami załogi w układzie obok siebie, oraz ze stałym podwoziem głównym i sterowanym kółkiem ogonowym. 
Kadłub: Strukturę nośną kadłuba stanowi kratownica w części kabinowej oraz belka ogonowa wykonana z dwóch rur duralowych (jedna nad drugą) połączonych nitowanymi do nich ściankami bocznymi. Kabina typu „śmigłowcowego”, w osłonie wykonanej z kompozytu szklanego i z przeszkleniem zapewniającym znakomitą widoczność. Obustronne, duże drzwi boczne zapewniają wygodę wsiadania i wysiadania z kabiny.
Skrzydła: Konstrukcja dwudźwigarową z dźwigarami wykonanymi z cienkościennych rur duralowych i z mocowanymi do nich tłoczonymi z blachy duralowej żeberkami. Klapy (dwa segmenty wewnętrzne) i lotki (jeden segment zewnętrzny) w układzie „Junkersa”. 
Usterzenia: wykonane jako konstrukcja nitowana z duralowych rur cienkościennych i giętych z blachy profili.
Podwozie: Goleń sprężysta wykonana z kompozytu szklanego.
Pokrycie: samolotu wykonano z polskiej termokurczliwej tkaniny poliestrowej Dekonit o gramaturze 140 g/m², specjalnie w tym celu opracowanej. Dla upłynnienia bryły samolotu, przejścia skrzydło-kadłub, usterzenia – kadłub, końcówki skrzydeł i osłony silnika wykonano z kompozytu szklanego.
Silnik: czterocylindrowy Hirth F-30 napędzający trójłopatowe, przestawialne na ziemi śmigło pchające. W konstrukcji tej zastosowano - choć w mniejszej skali, jak w samolocie DEKO-9 Magic – węzły kompozytowe np. w węzłach mocujących goleń sprężystą podwozia do kadłuba

## Historia
Prototyp samolotu opracowano na zamówienie firmy niemieckiej Kaiser-Flugzeugbau GmbH. Prototyp samolotu wykonano w Wojskowych Zakładach Lotniczych nr 3 Dęblin (później: Wojskowe Zakłady Lotnicze nr 1 S.A. oddział w Dęblinie) w  Zespole Samolotów DEKO kierowanym przez ppłk. mgr inż. Wiesława Pochylskiego. Samolot był budowany równolegle z budową i badaniami samolotu DEKO-9 Magic w identycznej technologii i z wykorzystaniem wspólnych elementów i podzespołów. Prace projektowe i budowa prototypów zajęły okres od 1998 do 2001 roku. 

## Zespół konstrukcyjny
Dr inż. Marek Dębski i  mgr inż. Krzysztof Kotliński – Gł. Konstruktorzy, oraz mgr inż. Marian Jakoniuk, mgr inż. Witold Wiraszka, inż. Brunon Biernacki i dr inż. Daniel Dębski.

## Obliczenia i badania wytrzymałościowe
Mgr inż Włodzimierz Urbaniak – obciążenia, dr inż. Andrzej Szot – obliczenia MES, mgr inż. Jerzy Mularczyk – badania wytrzymałości statycznej.

## Badania w locie
Oblot i badania w locie prowadzono w Niemczech

## Prezentacja samolotu
Samolot był prezentowany na wystawach lotniczych: ILA Berlin 1998 i 2000 oraz Fredrichshafen AERO 1999 i 2001. 

## Przeznaczenie
Głównym przeznaczeniem samolotu były loty rekreacyjno - patrolowe oraz ewentualnie szkolno-treningowe.

## Inne wersje samolotu
Opracowano także wersję samolotu napędzanego silnikiem o większej mocy - 89 kW oraz z system ratunkowym. 

## Prace naukowo-badawcze
W czasie budowy prototypów samolotów DEKO-9 Magic i DEKO-6 Whisper wykonano projekt badawczy. W ramach tego projektu przeprowadzono badania wytrzymałości statycznej i zmęczeniowej izolowanych węzłów kompozytowych, jako przykładu zastosowania koncepcji węzłów kompozytowych do lotniczych nośnych struktur. Więcej informacji na temat tej i innych konstrukcji DEKO przedstawiono w jednym z wykładów cyklu prezentującego polską technikę lotniczą.

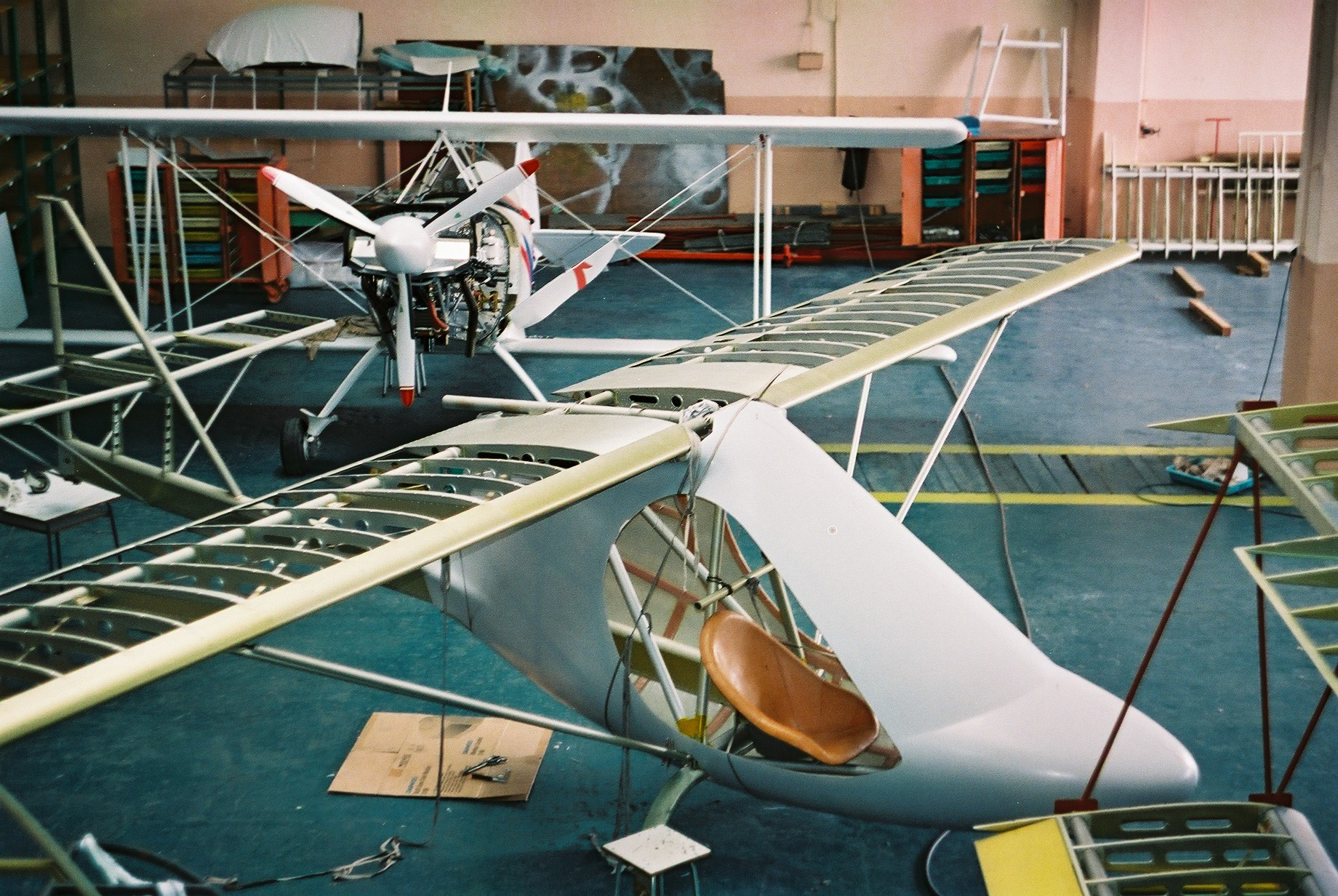
DEKO-6 Whisper i DEKO-9 Magic na hali montażowej WZL nr 3 Dęblin